# اديني عقلك (فلم)
اديني عقلك هو فيلم مصري من إنتاج سنة 1952.

## قصة الفيلم
جزر وغنيم يغاران من كمال الذي أكمل دراسته وتزوج من فتاة قاهرية جميلة، فيذهبان للقاهرة للبحث عن فتيات جميلات للزواج، ويتعرضان لعدة مواقف منها وقوعهم في يد نصاب محترف.

## معلومات عن الفيلم
هذا الفيلم هو أول مشاركة للمطربة والممثلة هند علام.[بحاجة لمصدر]

## روابط خارجية
- مقالات تستعمل روابط فنية بلا صلة مع ويكي بيانات
- اديني عقلك على موقع الدهليز
- اديني عقلك على موقع كاروهات